# Heerlijkheid Neerdijk
Neerdijk was een heerlijkheid binnen het gerecht Maarsseveen.

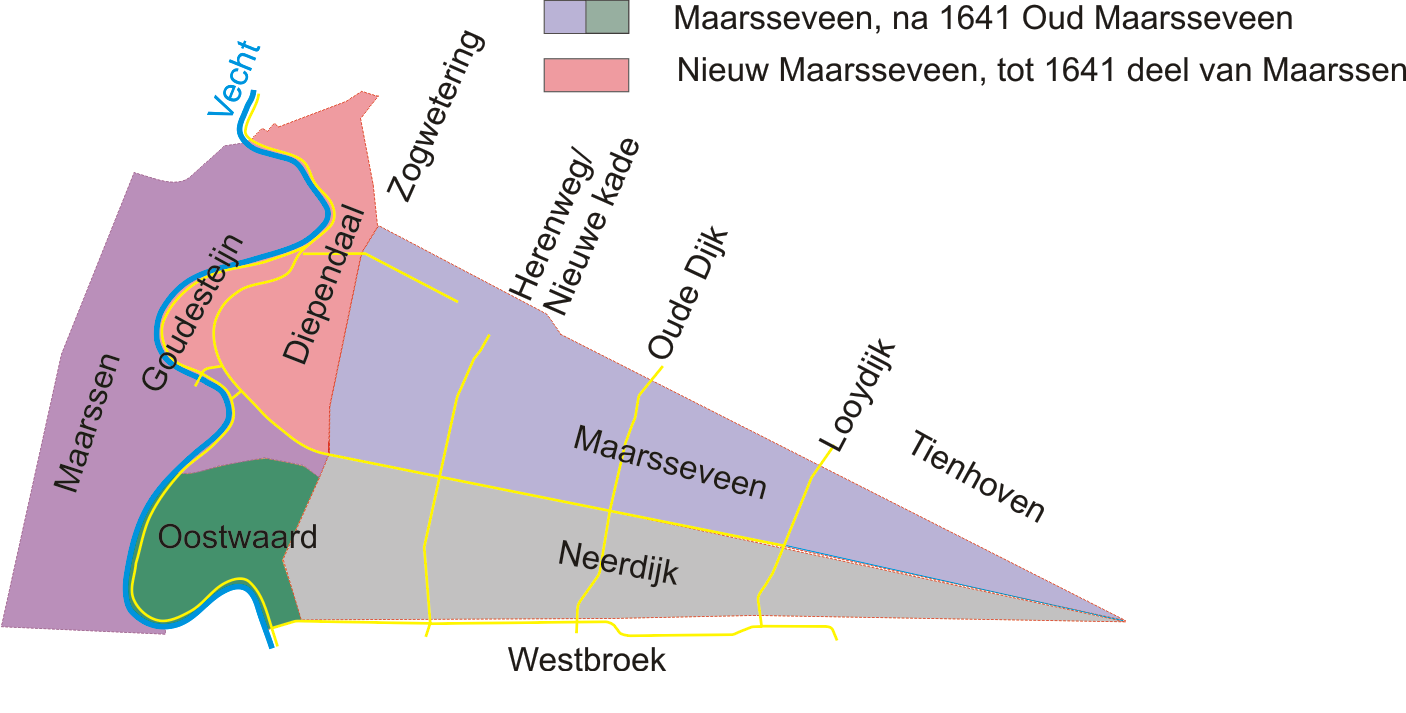
gerechten Nieuw- en Oud-Maarsseveen met Neerdijk

De Amsterdammer Johan Huydecoper kocht in 1640 uit de domeinen van het gewest Utrecht de heerlijkheid Maarsseveen. Hierdoor werd hij heer van Maarsseveen. In 1641/7 [?] splitsten de Staten van Utrecht het grootste deel van het gebied van het gerecht Maarssen op de oostelijke oever van de Vecht af, dat voortaan het gerecht Nieuw Maarsseveen ging vormen. Het gerecht Maarsseveen werd sindsdien ook Oud Maarsseveen genoemd. Huydecoper ging de titels voeren heer van Maarsseveen en Neerdijk. Neerdijk is een aanduiding van het grondgebied van Maarsseveen ten zuiden van de Maarsseveense Vaart. 